# Michel Duflo
Michel Duflo (1943) é um matemático francês, que trabalha com a teoria da representação de grupos de Lie.
Duflo estudou a partir de 1962 na École normale supérieure e obteve um doutorado sob a orientação de Jacques Dixmier. É professor da Universidade Paris VII.
Foi palestrante convidado do Congresso Internacional de Matemáticos em Vancouver (1974: Inversion formula and invariant differential operators on solvable Lie groups).
Em 1986 foi eleito membro correspondente da Académie des Sciences. Dentre seus doutorandos consta Laurent Clozel.